# Chaplain–Medic-massakern
Chaplain-Medic-massakern var ett krigsbrott som skedde under det pågående Koreakriget den 16 juli 1950 på ett berg ovanför staden Tunam i Sydkorea. 30 obeväpnade, svårt skadade amerikanska soldater och en obeväpnad kaplan dödades av medlemmar av den Koreanska Folkarmén under slaget om Taejon.
Trupper inom den amerikanska arméns Infanteriregemente 19, Infanteridivision 24 som opererade vid floden Kum under slaget om Taejon blev avskurna från att proviantera av en vägspärr som hade etablerats av nordkoreanska trupper av den tredje NK-divisionen. Vägspärren visade sig vara svår att forcera och tvingade amerikanska trupper att gå via närliggande berg för att evakuera sina skadade.
30 svårt skadade amerikanska soldater blev strandsatta på toppen av ett berg. Tillsammans med endast två icke stridande, en kaplan och en läkare blev de skadade upptäckta av en nordkoreansk patrull. Läkaren lyckades fly, men nordkoreanerna avrättade den obeväpnade kaplanen samtidigt som han bad för de skadade, och avrättade sedan resten. Massakern var en av flera incidenter som ledde till att amerikanska befälhavare i juli etablerade en kommission som hade i uppgift att undersöka krigsbrott under kriget. Samma månad utfärdade nordkoreanska befälhavare, som var bekymrade över sättet som deras soldater behandlade krigsfångar, striktare riktlinjer för hantering av dessa. Utöver denna ändring är historiografin över händelsen i nordkoreanska källor i stort sett okänd; som ett resultat av detta är källor som beskriver händelsen nästan endast från USA och andra allierade med Förenta Nationerna.